# San Fierro
San Fierro is een fictieve stad in de staat San Andreas die gebaseerd is op San Francisco en ontwikkeld is door Rockstar North voor het spel Grand Theft Auto: San Andreas. San Fierro is een van de drie grote steden in San Andreas en staat bekend om zijn steile wegen, kabeltrams en alternatieve cultuur. De naam San Fierro betekent in het Spaans letterlijk "Sint IJzer".
San Fierro ligt in het westen van San Andreas aan de San Fierro Bay. De stad heeft in 1988 een zware aardbeving ondergaan, vier jaar voordat het verhaal in de stad zich afspeelt; dit is waarschijnlijk een verwijzing naar de Loma Prieta-aardbeving van 1989 in San Francisco. De gevolgen van deze aardbeving zijn nog goed zichtbaar: de wijk Doherty is compleet verwoest en er ligt een ingestort stuk snelweg in Doherty vlak langs de bestaande snelweg. Ook zijn in San Fierro, net als in de andere steden in San Andreas, veel dingen gebaseerd op die van het echte leven. Zo zijn bijvoorbeeld veel wijken in San Fierro op bestaande wijken van San Francisco gebaseerd en zijn er veel gebouwen en andere herkenningspunten te vinden.
De stad wordt vrijgespeeld na het voltooien van de missie The Green Sabre in Los Santos, maar de speler kan er pas huizen kopen na het voltooien van de missie Are You Going to San Fierro?. 

## Woonwijken
De wijk Doherty bevindt zich in het zuidoosten van San Fierro en is gebaseerd op de bestaande wijk Dogpatch in San Francisco. Er bevinden zich de autorijschool, de brandweerkazerne van de stad, het Cranberry Station, de autoshowroom Wang Cars en een bar. Daarnaast bestaat een groot deel van de wijk uit een bouwplaats ten gevolge van de aardbeving.
Hashbury ligt ten westen van Doherty en is gebaseerd op Haight-Ashbury. In de wijk heerst grotendeels nog de hippiecultuur en bevinden zich er veel alternatievelingen. Verder bevat Hashbury een tattoo shop, een Sub Urban en de Hippy Shopper.
De wijk Garcia ligt tussen Doherty en Hashbury in en is gebaseerd op de wijk Mission District (gebaseerd op de gelijknamige wijk in San Francisco). In de wijk bevindt zich een sportpark en is er een Burger Shot, een sportschool en is Zero's RC Shop er te vinden.
Ten noorden van Hashbury bevindt zich de wijk Queens die gebaseerd is op de wijk The Castro. In de wijk is onder andere een Barber en een club.
De wijk King's ligt vlak naast Queens ten oosten en is gebaseerd op de wijk Noe Valley. De wijken Queens en King's zijn vooral bekend door de aanwezige homocultuur.
In het zuidwesten van San Fierro, ten westen van Hashbury, ligt de wijk  Ocean Flats die gebaseerd is op Ocean Beach. De wijk bestaat voornamelijk uit appartementen en er is een replica van de Cathedral of Saint Mary of the Assumption te vinden.
Ten noorden van de wijk King's, midden in de stad, ligt Chinatown. Dit is de grootste Chinatown ter wereld en bevat, net als de Chinatown in San Francisco, de grootste gemeenschap van Chinese immigranten van de wereld.
Ten noorden van Chinatown ligt de wijk Juniper Hill die gebaseerd is op Russian Hill. Hier is onder andere een Binco en de supermarkt Supa Save te vinden.
Ten noorden van Juniper Hill ligt Juniper Hollow wat gebaseerd is op Cow Hollow. Hier bevinden zich een aantal appartementen, een Pay 'n' Spray, een Burger Shot en de snelweg die over de Gant Bridge voert.
Ten oosten van Juniper Hollow ligt de wijk Calton Heights die gebaseerd is op de wijk Pacific Heights. Hier is onder andere de wereld beroemde Windy, Windy, Windy, Windy Street die geïnspireerd is op de Lombard Street te vinden.
Helemaal in het westen van San Fierro ligt Palisades dat gebaseerd is op Presidio Heights. De wijk is niet meer dan enkele grasvelden en een aantal bungalows die uitzicht over het water hebben. Ook staat hier het Tuff Nut Donuts gebouw.
Ten noorden van Palisades bevindt zich Paradiso dat gebaseerd is op Presidio of San Francisco. Ook deze wijk bestaat uit vrijstaande bungalows die op een berghelling liggen en er is veel groen.

## Binnenstad
In het noordoosten van San Fierro bevindt zich Downtown, hier ligt de wijk Financial die gebaseerd is op het Financial District. De wijk bestaat voornamelijk uit hoge flatgebouwen waaronder het Big Pointy Building aan de 69 Hasselhoff Street. Deze extreem steile piramidevormige wolkenkrabber is gebaseerd op de Transamerica Pyramid en uitgeroepen tot "het punstigste gebouw van San Andreas". Het is mogelijk om dit gebouw te bezoeken en de stad vanaf de top te bezichtigen, hoewel basejumping streng verboden is op de wolkenkrabber is er toch een parachute aanwezig op de top. Daarnaast is er het Zombotech Research Center te vinden. Dit is een zombie-onderzoekslaboratorium van de Zombotech Corporation dat vrij toegankelijk is voor bezoekers. Het gebouw is een parodie op de Umbrella Corporation uit de serie Resident Evil. Verder zijn er nog de kledingwinkels ZIP en Victim, het SFPD Headquarters hoofdbureau, een Well Stacked Pizza Co., een Burger Shot en een Cluckin' Bell te vinden.

## Industrie
Ten westen van Chinatown ligt zich Santa Flora dat gebaseerd is op Twin Peaks. Hier bevindt zich het San Fierro Medical Center.
In het oosten van San Fierro bevindt zich de militaire haven Easter Basin die gebaseerd is op het China Basin and Hunters Point. In 1992 ligt in deze haven een zwaar bewaakt vliegdekschip aangemeerd. Daarnaast bevindt zich er een groot gebouw met drie overdekte aanleg plaatsen en een landingsplaats voor helikopters.
In het zuidelijke gedeelte ligt een gewone haven waar een vrachtschip ligt aangemeerd. Er bevinden zich twee op rails beweegbare laad- en loshijskranen en een gedeeltelijk overdekte sluis. Tevens loopt er een treinspoor vanaf het Cranberry Station direct naar de haven. Ook is hier een benzinestation te vinden.
Ten zuiden van San Fierro ligt het industrieterien Foster Valley. Het bestaat uit een parkeerplaats, vier torens met water er voor, twee gebouwen en een langgerekt gebouw met een glazen dak. Foster Valley ligt pal naast de snelweg die naar San Fierro gaat en is ook, door een afslag te nemen, via deze weg bereikbaar. De naam Foster Valley is waarschijnlijk een combinatie van de namen Foster City en Silicon Valley. Tevens vertoont Foster Valley veel gelijkenissen met het Oracle Corporation's World Headquarters van Redwood Shores in Redwood City. In het noorden van Foster Valley bevindt zich het rugbystadion Corvin Stadion dat direct vanaf de snelweg bereikbaar is. Het stadion is de thuisbasis van het team de San Fierro 69ers, wat verwijst naar het bestaande team de San Francisco 49ers.
Ten zuiden van San Fierro ligt op een heuvel Missionary Hill. Hier bevindt zich een grote zendmast met een gebouwtje en een parkeerplaats. De top van de heuvel is van twee kanten te bereiken via een steile weg.

## Recreatie
Ten westen van de wijk Queens bevindt zich de City Hall die gebaseerd is op de San Francisco City Hall. Deze bestaat uit een binnenplaats waar een kunstwerk aanwezig is en is omringd met gebouwen.
In het uiterste noordwesten van San Fierro, onder de Gant Bridge, ligt Battery Point dat gebaseerd is op Fort Point. Battery Point is een oud fort dat de schepen vroeger moesten passeren als ze de San Fierro Bay in voeren. Inmiddels is het fort omgebouwd tot de nachtclub Jizzy's Pleasure Domes van Jizzy B. De buitenzijde van de nachtclub vertoont veel gelijkenissen met het Castillo de San Joaquin.
Om Downtown heen loopt de Esplanade met aan de oostkant de Esplanade East die gebaseerd is op The Embarcadero, en aan de noordkant de Esplanade North die gebaseerd is op de Fisherman's Wharf. Er zijn hier veel havens, aanlegplaatsen en loodsen. Daarnaast is er Pier 69 dat geïnspireerd is op de bestaande Pier 39 in San Francisco. De pier bestaat uit een aantal houten gebouwtjes waaronder een Well Stacked Pizza Co. restaurant en een terras.
Ten zuiden van San Fierro is de Avispa Country Club te vinden. Dit is een golfclub die gedeeltelijk op een berghelling gelegen is en daarom vrij grote hoogteverschillen kent.

## Trivia
In het spel Grand Theft Auto: Liberty City Stories wordt San Fierro op de radiozender Rise FM "The City of Love" genoemd, wat Engels is voor "De Stad van de Liefde".